# Dominika Kluźniak
Dominika Kluźniak (ur. 10 lipca 1980 we Wrocławiu) – polska aktorka teatralna, filmowa i dubbingowa.

## Życiorys
W 2003 ukończyła studia na Akademii Teatralnej im. Aleksandra Zelwerowicza w Warszawie i została aktorką Teatru Dramatycznego w Warszawie. Od sezonu 2010/2011 jest aktorką Teatru Narodowego w Warszawie.
Za tytułową rolę w Pippi Pończoszance otrzymała nagrodę Feliksa Warszawskiego i, przyznawaną przez redakcję miesięcznika „Teatr”, nagrodę im. Aleksandra Zelwerowicza za sezon 2007/2008. Została nagrodzona Feliksem Warszawskim również za występ w spektaklach: Obsługiwałem angielskiego króla i Sztuka bez tytułu.
Ma dwie córki.

## Filmografia
- 2003: Klan – ekspedientka w kwiaciarni, w której Jacek kupował imieninowy bukiet
- 2003: Na dobre i na złe – Ewa (odc. 140)
- 2004–2006: Kryminalni – komisarz Agnieszka Kamińska
- 2004–2006: Pensjonat pod Różą – Aneta, przyjaciółka Soni (odc. 20)
- 2004: Czego się boją faceci, czyli seks w mniejszym mieście – kandydatka na asystentkę (odc. 1, sezon II)
- 2004: Cudownie ocalony – Mankowiczka
- 2004: Camera Café – Ania, córka Zygmunta (odc. 54_1)
- 2005: Codzienna 2 m. 3 – Patrycja Rubik, żona Makarego
- 2005: Boża podszewka II – Wisia, córka krawcowej (odc. 12)
- 2006: Co słonko widziało – Marta
- 2006: Tylko mnie kochaj – Łucja, współpracowniczka Michała
- 2007: Glina – Hanka (odc. 16 i 17)
- 2007: Hela w opałach – Jadwisia (odc. 31)
- 2008: Lejdis – Milena Bambryś, redaktor naczelna
- 2008: Kochaj i tańcz – Kasia, asystentka Sławka
- 2008: Magiczne drzewo – Marcelina, gosposia ciotki
- 2008: Niania – sprzedawczyni (odc. 112)
- 2008–2009, od 2020: BrzydUla – Izabela Gajda, krawcowa w „Febo & Dobrzański Fashion”
- 2009: Zero – ekspedientka w sex-shopie
- 2009: Magiczne drzewo – Marcelina
- 2009: Kochaj i tańcz – Kasia
- 2009: Randka w ciemno – Stasia, przyjaciółka Majki
- 2009: Idealny facet dla mojej dziewczyny – Milena Bambryś
- 2009: Galerianki – lekarka
- 2009: Do wesela się zagoi (serial fabularny) – Joanna
- 2010: Prymas w Komańczy Scena Faktu – siostra Stanisława
- 2010: Randka w ciemno – Stasia
- 2011: Jak się pozbyć cellulitu – Ewa Silberberg
- 2012: Ja to mam szczęście! – Iwona Morawiak, przyjaciółka Joanny
- 2012: Prawo Agaty – Joanna (odc. 3)
- 2012–2018: M jak miłość – Ewa Mostowiak, druga żona Marka
- 2013: Moralność Pani Dulskiej (spektakl telewizyjny) – Juliasiewiczowa, krewna Dulskiej
- 2014: Wkręceni – Maja Mikulska, córka prezydenta
- 2015: Ojciec Mateusz – Hanna Wrzosek (odc. 178)
- 2016: Powidoki – nauczycielka Niki Strzemińskiej
- 2016: Na noże – Magda Nowak, żona Patryka
- 2016: 7 rzeczy, których nie wiecie o facetach – Julia, żona Stefana
- 2017: Gotowi na wszystko. Exterminator – Iza, pani burmistrz Kochanowa
- 2018: Zabawa, zabawa – Judyta, pensjonariuszka ośrodka
- 2020: Psy 3. W imię zasad – patolog
- 2020: W rytmie serca – Paulina Krajewska, pisarka, autorka kryminałów (odc. 72)
- 2021: Stulecie Winnych – Irena Walczak, inwigilująca Ignacego Winnego
- 2021: Między oczy – Gosia
- 2022: Pewnego razu na krajowej jedynce – mama Wojtka
- 2022: Gry rodzinne – siostra Beatrycze
- 2022: Bejbis – Malinowska
- 2023: Archiwista II – Agnieszka Bojdar (odc. 6)
- 2023: Camera Café. Nowe parzenie – Joanna
- 2024: Matki pingwinów – matka Andrzejka
- 2025: Niebo. Rok w piekle

## Polski dubbing
- 2001–2003: Clifford – Emily Elizabeth
- 2001–2004: Liga Sprawiedliwych
- 2002–2006: Jimmy Neutron: mały geniusz – Jimmy
- 2002–2007: Kim Kolwiek – Jim i Tim
- 2002: Krówka Mu Mu – Mu Mu
- 2003–2005: Radiostacja Roscoe – Parker Haynes
- 2003–2007: Z życia nastoletniego robota – Tiff
- 2003: Szczenięce lata Clifforda – Emily Elizabeth
- 2004: Pamiętnik księżniczki 2: Królewskie zaręczyny
- 2004: Iniemamocni – Kari
- 2004: Bibi Blocksberg – Bibi
- 2005: Podwójne życie Jagody Lee – Raju Lee
- 2005: Nurkuj, Olly – Beth
- 2005: Czerwony traktorek
- 2006: Skok przez płot
- 2007: Simpsonowie: Wersja kinowa – Lisa Simpson
- 2007: Lucky Luke na Dzikim Zachodzie – Miss Littletown
- 2007: Barbie Mariposa – Mariposa
- 2008: Słowami Ginger – Macie
- 2008: Małpy w kosmosie – Kilowat
- 2008: Łowcy smoków – Zoé
- 2008: Cziłała z Beverly Hills – Bimini
- 2008: Nie ma to jak statek – Pani Tutweiler
- 2008: Czarodzieje z Waverly Place – starsza Harper
- 2009: Koralina i tajemnicze drzwi – Koralina
- 2009: Mała Lulu – Annie
- 2009: Princess Protection Program – Carter
- 2009: Dzieci Ireny Sendlerowej – Siostra Maria
- 2009: Księżniczka i żaba – Charlotta
- 2010: Nasza niania jest agentem – Tatiana
- 2010: Alicja w Krainie Czarów
- 2010: Niania i wielkie bum – Panna Fiksum
- 2010: Ja w kapeli – Izzy
- 2010: Fanboy i Chum Chum – Chum Chum
- 2010: Stich! – Yūna
- 2010: Geronimo Stilton
- 2010–2013: Victoria znaczy zwycięstwo – Trina
- 2011: Cziłała z Beverly Hills 2 – Chloe/Biminy
- 2011–2017: My Little Pony: Przyjaźń to magia – Spike
- 2011: Nadzdolni – Lexi Reed
- 2011: Scooby Doo i Brygada Detektywów – Mary Ann Gleardon (odc. 6, 39)
- 2011: Artur ratuje gwiazdkę – Bryony
- 2012: Epoka lodowcowa 4: Wędrówka kontynentów – Brzoskwinka
- 2012: Merida Waleczna – Merida (głos)
- 2014: Pszczółka Maja. Film – Gryzek[2]
- 2016: Epoka lodowcowa 5: Mocne uderzenie – Brzoskwinka
- 2017: My Little Pony: Film – Spike
- 2024: Kicia Kocia – Kicia Kocia